# Ерсека
Ерсека (на албански: Erseka) е град в Албания, административен център на окръг Колония, област Корча. Населението на града през 2012 година е 7039 души.

## История
Първоначално районът на историко-географската област Колония е обитаван от дексароите, които са гръцко племе от групата чами.
Градът се образува през XVII век. През 1785 година в града има 100 семейства. През 1914 година е владение на автономна република Северен Епир, чиито части отблъскват новосъздадените албански жандармерийски звена от региона.